# The St. Petersburg Times
Pour le quotidien de Floride, autrefois nommé St. Petersburg Times, voir Tampa Bay Times.
The St. Petersburg Times  était un hebdomadaire gratuit en anglais de Saint-Pétersbourg fondé en 1993. En 2005, il fut racheté au même titre que The Moscow Times et Vedomosti, par Sanoma Independent Media,, . 20 000 exemplaires ayant 24 pages étaient publiés tous les mercredis et traitaient de l'actualité locale et internationale ainsi que de la culture et des loisirs. Le journal était destiné aux expatriés de Saint-Pétersbourg et au milieu international des affaires.
Le journal a fermé le 24 décembre 2014, le site Internet en mars 2015.